# Basilio Teodorocano
Basilio Teodorocano (o Teodoro Cano in greco Βασίλειος Θεοδωροκάνος?; fl. XI secolo) fu il Catapano d'Italia bizantino dal febbraio alla primavera del 1043.

## Biografia
Basilio Teodorocano apparteneva alla famiglia armena dei Teodorocano, che già dal X secolo aveva dato all'Impero alcuni importanti generali. Potrebbe essere il figlio del famoso Teodorocano che servì sotto Basilio II (r. 976-1025) . Appare nelle fonti intorno al 1038, come governatore della Longobardia nell'Italia bizantina, sotto il comando del generale Giorgio Maniace. Come Maniace, fu in seguito accusato di aver complottato contro l'imperatore e imprigionato, per poi essere rilasciato pochi anni dopo, forse durante il breve regno di Zoe Porfirogenita nel 1042.
In seguito, ricoprì principalmente la carica di Catepano d'Italia, cioè di governatore dei possedimenti bizantini nell'Italia meridionale, intorno all'anno 1043, al momento dei primi assalti dei Normanni. Aveva il rango di patrizio e la missione di recarsi in Puglia e in Calabria a sedare la ribellione di Maniace, suo ex compagno d'armi. Nel febbraio 1043 sbarcò a Bari, dove si scontrò con Argiro, un capo longobardo, che con i suoi Normanni tentò di circondare Otranto, ma la flotta del catepano riuscì a fermarli. Maniace, tuttavia, si riuscì ad imbarcarsi per Dyrrhachium con il suo esercito, dove una volta attraversato l'Adriatico fu sconfitto e ucciso sulla terraferma vicino a Salonicco. Alla fine Argiro fece pace con i Greci e Teodorocano fu sostituito da Eustazio Palatino. 
Più tardi nel 1043, verso l'estate, Basilio Teodorocano sembra essere stato richiamato dall'Italia. Guidò la flotta che si oppose all'attacco del Rus' all'Impero Bizantino. Michele Attaliate sottolinea il suo grande coraggio in questa occasione, descrivendolo come "un glorioso combattente, celebrato per le sue imprese sulla terraferma" che, questa volta, si è distinto in mare. Secondo questo cronista, alla testa di tre navi d'avanguardia dotate di fuoco greco, distrusse sette navi nemiche e se ne impadronì abbordando e uccidendo molti marinai nemici. In seguito, i Rus' dovettero ritirarsi via terra e furono sconfitti da un altro generale bizantino, Catacalo Cecaumeno. Basilio ricoprì allora la carica di magistrato.